# Wolfgang Rautenberg
Wolfgang Rautenberg (ur. 1936 w Poczdamie, zm. 4 września 2011 w Berlinie) – niemiecki matematyk i logik.

## Publikacje
- Omega-Bibliography of Mathematical Logic. (redaktor). T. I: Classical Logic. Heidelberg: Springer, 1987. Brak numerów stron w książce
- Omega-Bibliography of Mathematical Logic. (redaktor). T. II: Non-Classical Logic. Heidelberg: Springer, 1987. Brak numerów stron w książce
- A Concise Introduction to Mathematical Logic. New York: Springer, 2010. DOI: 10.1007/978-1-4419-1221-3. ISBN 978-1-4419-1220-6. Brak numerów stron w książce